# Gelindo Bordin
Gelindo Bordin (Vicenza, 2 april 1959) is een voormalige Italiaanse atleet, die gespecialiseerd was in de marathon. Hij was de eerste Italiaan die in deze discipline olympisch kampioen werd en veroverde bovendien tweemaal de Europese marathontitel.

## Loopbaan

### Goud op EK, brons op WK
Bordin debuteerde op de marathon in 1984, toen hij in 2:13.20 die van Milaan won. Een jaar later werd hij zevende op de marathon in de strijd om de Europa Cup en twaalfde bij de World Cup in Hiroshima. Zijn definitieve doorbraak volgde in 1986, toen hij op de Europese kampioenschappen in Stuttgart een gouden medaille wist te winnen.
Zijn volgende internationale wedstrijd was de marathon tijdens de wereldkampioenschappen in 1987 in Rome. Deze wedstrijd werd in een grote hitte en met een hoge luchtvochtigheid gelopen. Bordin deed er slim aan om zich aan het begin van de wedstrijd niet met de kop te bemoeien. Op het 35 kilometerpunt begon hij met een inhaalrace en werd uiteindelijk derde.

### Olympisch kampioen
Op de olympische marathon in Seoel bleef Bordin wel vanaf de start bij de leiders. Na 25 km viel er telkens een atleet uit de kopgroep van de wedstrijd. Met nog 5 km te gaan waren ze nog met zijn drieën: Bordin, Douglas Wakiihuri uit Kenia en Ahmed Salah uit Djibouti. Met nog 3 km voor de boeg begonnen de andere twee te sprinten, maar in de laatste kilometer kwam Bordin langszij en won goud.

### Titel geprolongeerd
Bordin verdedigde zijn Europese titel succesvol op de EK in 1990. Hij was hiermee de eerste die deze titel tweemaal won. Op de WK in Tokio in 1991 finishte hij echter op een teleurstellende achtste plaats. Bordin poogde zijn olympische titel op de Olympische Spelen van Barcelona te verdedigen, maar verrekte halverwege een spier, toen hij over een gevallen loper sprong. Kort hierna zette Bordin een punt achter zijn sportcarrière.
Bordin is de enige man die zowel de Boston Marathon als de olympische marathon won. Hij won de Boston Marathon in 1990 met een tijd van 2:08.19.

## Titels
- Olympisch kampioen marathon - 1988
- Europees kampioen marathon - 1986, 1990
- Italiaans kampioen halve marathon - 1990

## Persoonlijke records
| Onderdeel      | Prestatie | Datum         | Plaats |
| -------------- | --------- | ------------- | ------ |
| halve marathon | 1:03.16   | 21 april 1987 | Milaan |
| marathon       | 2:08.19   | 16 april 1990 | Boston |

## Palmares

### 5000 m
- 1979: 11e Italiaanse kamp. in Rome - 14.16,1

### 10.000 m
- 1979:  Italiaanse kamp. in Rome - 29.07,2
- 1979:  ITA vs ESP in Barcelona - 29.31,2
- 1979: 5e World University kamp. in Mexico City - 31.21,7
- 1983:  Busto Arsizio - 29.00,65
- 1983: 5e Italië vs West-Duitsland vs Polen in Turijn - 29.27,84

### 5 km
- 1978:  Corrida San Geminiano in Modena - onbekende tijd

### 10 km
- 1979:  Corsa Podistica Due Mulini in Canizzano -
- 1986:  Notturna di san Giovanni in Florence - 29.49
- 1987:  Montefortiana Turà in Monteforte d'Alpone - 29.45
- 1988:  Montefortiana Turà in Monteforte d'Alpone - 29.26,4
- 1988:  Padova Viva - 35.00,5
- 1988:  Quartu Corre in Quartu Sant' Elena - 29.08
- 1991:  Circuito Cinque Villa in Bertinoro - 31.57
- 1991:  La Matesina in Bojano - 29.17
- 1992:  Colorado Springs Classic - 29.42

### 15 km
- 1982:  Camminata in Ponticella - 47.19
- 1985:  Ponticella - 46.14
- 1990:  Giro in Franciacorta- Stage 4 in Cologne - 44.21

### halve marathon
- 1981:  halve marathon van Zeloforamagno - 1:06.52
- 1982:  halve marathon van Piedimonte Etneo - 1:05.39
- 1985:  halve marathon van Verona - 1:03.26
- 1985:  halve marathon van Trani - 1:06.21
- 1986:  halve marathon van Milaan - 1:02.06
- 1987:  halve marathon van Pieve di Cento - 1:04.39
- 1987:  halve marathon van San Vincenzo - 1:04.43
- 1987:  halve marathon van Milaan - 1:03.16
- 1989:  Great North Run - 1:02.49
- 1989:  halve marathon van Avigliana - 1:04.42
- 1990:  halve marathon van Verona - 1:03.38,2
- 1992:  halve marathon van Monza - 1:03.10
- 1992: 4e halve marathon van Milaan - 1:02.06

### 25 km
- 1985:  Rimini - 1:27.58
- 1985:  Italiaanse kamp. in Mariano Comense - 1:15.34

### 30 km
- 1981: 4e Italiaanse kamp. - 1:36.16
- 1982:  Italiaanse kamp. - 1:34.01

### marathon
- 1984:  marathon van Milaan - 2:13.20
- 1985: 12e marathon van Hiroshima - 2:11.29
- 1985:  marathon van Boscochiesanova - 2:34.19
- 1985: 7e marathon van Rome - 2:15.13
- 1986:  marathon van Rome - 2:19.42
- 1986:  EK in Stuttgart - 2:10.54
- 1986:  marathon van Stuttgart - 2:10.54
- 1987:  marathon van Rome - 2:16.03
- 1987: 7e Europacup in Rome - 2:15.13
- 1987:  WK - 2:12.40
- 1988: 4e Boston Marathon - 2:09.27
- 1988:  OS in Seoel - 2:10.32
- 1989:  New York City Marathon - 2:09.40
- 1990:  Boston Marathon - 2:08.19
- 1990:  EK in Split - 2:14.02
- 1990:  marathon van Venetië - 2:13.42
- 1991: 8e WK in Tokio - 2:17.03
- 1992: DNF OS in Barcelona

### veldlopen
- 1978: 19e WK junioren in Glasgow - 23.36
- 1979: 6e WK militairen in Cork - 14.30
- 1979: 93e WK in Limerick - 39.53
- 1983:  Italiaanse kamp. in Rome - 35.07,7
- 1983: 26e WK in Gateshead - 37.45
- 1985: 4e Italiaanse kamp. in Rome - 29.36
- 1985: 27e WK in Lissabon - 34.24
- 1986: 23e WK in Colombier - 36.26,4
- 1986:  Lidingoloppet - 1:37.39
- 1987: 26e WK in Warschau - 37.33

1896: Spiridon Louis ·
1900: Michel Théato ·
1904: Thomas J. Hicks ·
1908: John Hayes ·
1912: Kenneth McArthur ·
1920: Hannes Kolehmainen ·
1924: Albin Stenroos ·
1928: Ahmed Boughéra El Ouafi ·
1932: Juan Carlos Zabala ·
1936: Sohn Kee-chung ·
1948: Delfo Cabrera ·
1952: Emil Zátopek ·
1956: Alain Mimoun ·
1960: Abebe Bikila ·
1964: Abebe Bikila ·
1968: Mamo Wolde ·
1972: Frank Shorter ·
1976: Waldemar Cierpinski ·
1980: Waldemar Cierpinski ·
1984: Carlos Lopes ·
1988: Gelindo Bordin ·
1992: Hwang Young-cho ·
1996: Josia Thugwane ·
2000: Gezahegne Abera ·
2004: Stefano Baldini ·
2008: Samuel Wanjiru ·
2012: Stephen Kiprotich ·
2016: Eliud Kipchoge ·
2020: Eliud Kipchoge ·
2024: Tamirat Tola